# Filmmuseum München

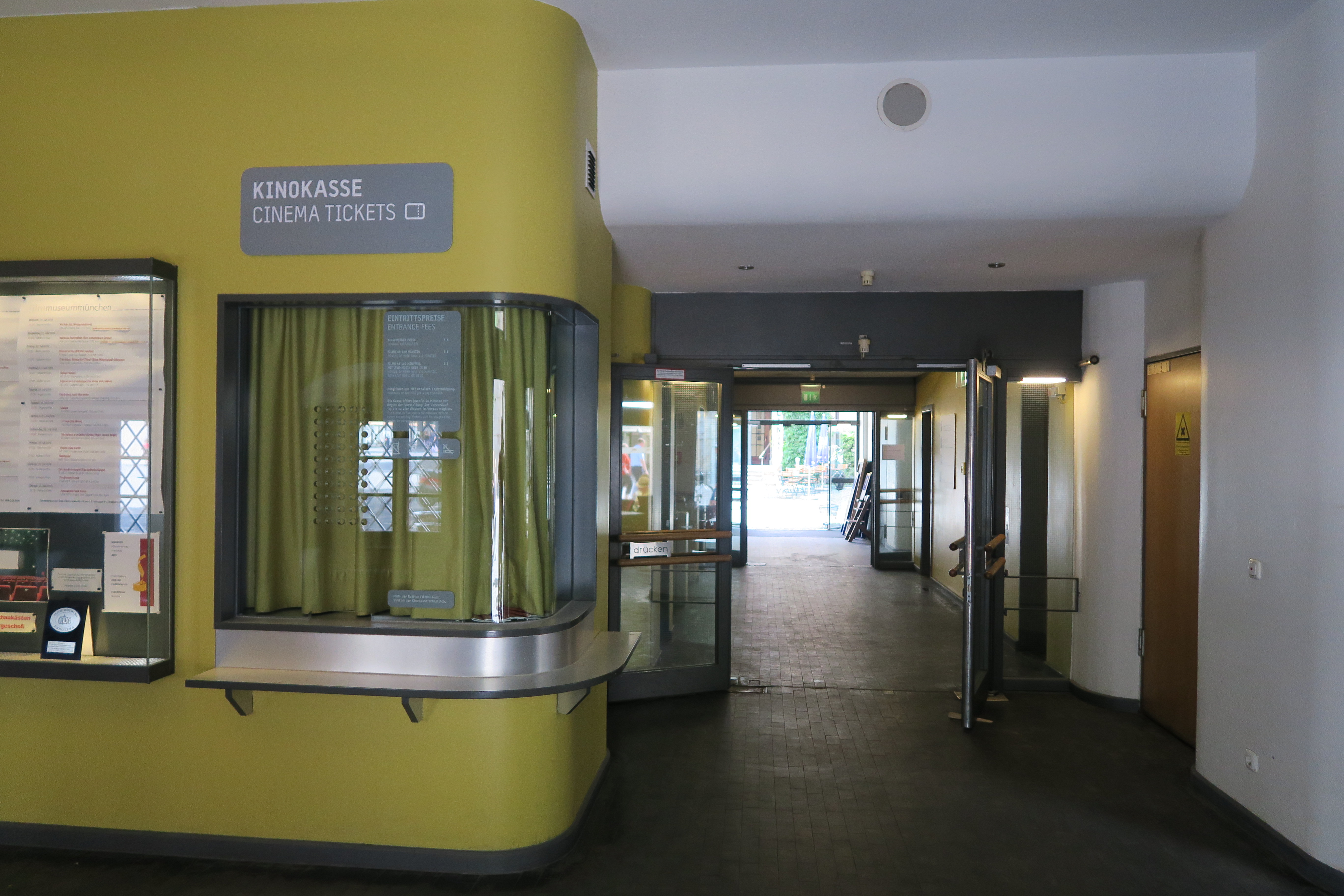
Eingang und Kasse

Das Filmmuseum München (Filmmuseum im Münchner Stadtmuseum) ist ein Filmmuseum in Deutschland.
Die Haupttätigkeit ist das Vorführen von Kinofilmen sowie das Sammeln, Archivieren, Restaurieren von Kopien. Es können alle analogen und digitalen Formate (außer 70 mm) projiziert werden.
Es hat als Sammelschwerpunkt den deutschen Stummfilm, die Arbeiten der deutschen Filmemigranten aus der Zeit des Nationalsozialismus, der Neue deutsche Film sowie der Münchner Film (z. B. Karl Valentin, Herbert Achternbusch sowie Dokumentarfilme). Als Kinemathek macht das Museum seine Sammlung der Öffentlichkeit ebenso zugänglich wie der Forschung. Das hauseigene Kino mit 165 Plätzen – eines der ersten kommunalen Kinos der Bundesrepublik Deutschland – ist eine der wenigen Adressen in Deutschland, in denen vollständige filmhistorische Retrospektiven und regelmäßig Stummfilme mit Live-Musikbegleitung vorgeführt werden. Eine Dauerausstellung besitzt das Museum nicht.

## Geschichte
Das Museum wurde Ende 1963 als eine Abteilung des Münchner Stadtmuseums gegründet.
Langjährige Bemühungen in den 1980er und 1990er Jahren um ein zweites Kino und eine Aufwertung des Kinos durch die Ausgliederung aus dem Stadtmuseum und Umbenennung in Bayerisches Filmmuseum führten nicht zum Erfolg.
Seit den 1970er Jahren leistet das Münchner Filmmuseum Pionierarbeit in der Filmrestaurierung. Der damalige Leiter Enno Patalas machte sich besonders um die Restaurierung deutscher Stummfilme von Regisseuren wie Fritz Lang, Ernst Lubitsch, Georg Wilhelm Pabst und Friedrich Wilhelm Murnau verdient und fand damit ein weltweites Echo. Vorher waren Stummfilme meist nur in sehr schlechten, oft verstümmelten Kopien mit unangemessener (zu schneller) Vorführgeschwindigkeit präsentiert worden. Patalas verpflichtete den Pianisten Aljoscha Zimmermann als Hauspianisten. Zimmermann forschte nach Originalpartituren oder schrieb eigene Begleitmusiken.
Das Filmmuseum beherbergt das Werk von Filmemachern, die als Grenzgänger keinem nationalen Filmarchiv zuzuordnen sind wie Orson Welles, Thomas Harlan, Jean-Marie Straub und Danièle Huillet, Nicolas Humbert, Werner Schroeter und Wim Wenders. Seit 1995 ist es im Besitz des Nachlasses von Orson Welles, insbesondere dem Material zu unvollendeten Filmen, den es von seiner letzten Lebensgefährtin Oja Kodar erhalten hat. Seit 2006 veröffentlicht es seine Rekonstruktionen und Restaurierungen auf DVD in der Edition Filmmuseum.
Leiter: Rudolph S. Joseph (1963–1973), Enno Patalas (1973–1994), Jan-Christopher Horak (1994–1998) und Stefan Drößler (seit 1999).
Das Filmmuseum ist seit 2012 Mitveranstalter der alljährlichen Filmvorstellungen des Filmfests München und des Internationalen Festivals der Filmhochschulen München.
Gefördert wird das Filmmuseum vom Münchner Filmzentrum (MFZ), Freunde des Münchner Filmmuseums e. V.
Das Filmmuseum ist Mitveranstalter der Internationalen Stummfilmtage in Bonn und zeigt eine Auswahl des Programms anschließend in München.